# Bulbophyllum capitatum
Bulbophyllum capitatum là một loài phong lan thuộc chi Bulbophyllum.